# 产德镇
产德镇，原为产德乡，是中华人民共和国河北省保定市曲阳县下辖的一个乡镇级行政单位。2021年10月撤乡设镇。

## 行政区划
产德镇下辖以下地区：
北水峪村、南水峪村、纸房村、窑上村、砂城村、彭家庄村、李家庄村、产德村、东相如村、西相如村、南次曹村、北次曹村、张北庄村、王北庄村、贾北庄村、石城村、大川村、南中佐村、北庄村、小川村、铺上村、胡家咀村、沟里村、王家弓村、白家弓村、李家弓村、黄台村和东石臼村。